# Bematistes epitellus
Bematistes epitellus är en fjärilsart som beskrevs av Otto Staudinger 1896. Bematistes epitellus ingår i släktet Bematistes och familjen praktfjärilar. Inga underarter finns listade i Catalogue of Life.